# Scaphiella bordoni
Scaphiella bordoni är en spindelart som beskrevs av Margareta Dumitrescu och C.Constantin Georgescu 1987. Scaphiella bordoni ingår i släktet Scaphiella och familjen dansspindlar.
Artens utbredningsområde är Venezuela. Inga underarter finns listade i Catalogue of Life.